# Панфілово (Іртиський район)
Панфі́лово (каз. Панфилов) — село у складі Іртиського району Павлодарської області Казахстану. Адміністративний центр Панфіловського сільського округу.
Населення — 570 осіб (2021; 781 у 2009, 1082 у 1999, 1217 у 1989).
Національний склад станом на 1989 рік:
- казахи — 39 %;
- росіяни — 22 %;
- німці — 20 %.

Станом на 1989 рік село називалось Панфілова.